# Godflesh
Godflesh ([gɔdfleʃ], рус. плоть божья) — британская индастриал-метал-группа из города Бирмингем, Англия. Коллектив, изначально называвшийся Fall of Because, был образован в 1988 году Джастином Бродриком (англ. Justin Broadrick) (гитара, вокал, программирование) и Беном Грином (англ. Ben Green aka G.C. Green) (бас-гитара) и распался в 2002 году. Новаторская музыка Godflesh оказала фундаментальное влияние на индастриал-метал и пост-метал. Группа воссоединилась в 2010 году.

## История

### Формирование (1982—1988)
В 1982 году Бен Грин вместе с Полом Невиллем (англ. Paul Neville) основал группу Fall of Because (в честь песни Killing Joke). Джастин Бродрик, который был в то время гитаристом Napalm Death, присоединился к ним в середине 1985 года в качестве барабанщика и вокалиста. Он покинул группу в 1987 году. Бродрик несколько лет (1986—1988) пробыл участником коллектива Head of David. В 1988 году он связался с Грином по поводу воссоздания Fall of Because. Бродрик взял на себя гитары, а вместо живого ударника музыканты решили использовать драм-машину. Также было решено сменить название на Godflesh.

### Карьерный путь (1988—2001)
Первым релизом группы стал мини-альбом (EP) Godflesh 1988 года, выпущенный на малоизвестном бирмингемском лейбле Swordfish Records. Позднее, после выхода и успеха альбома Streetcleaner, Godflesh EP был переиздан с двумя бонус-треками на Earache Records. Эта пластинка считается первым, наряду с The Land of Rape and Honey группы Ministry, альбомом в жанре индастриал-метал. В 1989 году группа выпускает свой наиболее известный альбом Streetcleaner. Первые две пластинки Godflesh продемонстрировали принципиально новое звучание и эффективность lo-fi-продюсирования в тяжелой музыке.
Вышедший в 1991 году второй мини-альбом Slavestate, по сути являющийся сборником невыпущенных синглов, содержит влияние стилей клубной электронной музыки.
В 1991 году также вышел третий EP группы — Cold World. В 1992 году Godflesh выпустили второй студийный альбом — Pure. Бродрик был неудовлетворен этими двумя записями, так как обе пластинки были записаны на 8-дорожечную аппаратуру, и он не смог полностью реализовать свои идеи. Песня Mothra c Pure стала синглом, на неё был снят клип.
В 1994 году группа выпустила альбом Selfless и мини-альбом Merciless на мейджор-лейбле Columbia Records. На этих записях дуэт взял на вооружение более богатое продюсирование. На песню Crush My Soul, ставшую синглом, был снят клип.
В 1996 году Godflesh выпустили альбом Songs of Love and Hate, где в качестве ударника выступил Брайан Матиа (англ. Bryan Matia) (Guns N' Roses, Primus, Praxis).
Следующий альбом, Us and Them 1999 года, представил эксперименты с более электронным звуком, хип-хопом и драм-н-бейсом. Гитара на этом альбоме играла менее центральную роль.
В 2001 году Godflesh выпустили двойной сборник In All Languages, состоящий из ключевых треков всего творчества группы, а также различных раритетов и бисайдов. В том же году они выпустили новый и последний студийный альбом Hymns, который записывали с новым ударником Тедом Парсонсом (бывший участник Swans и Prong). На этом альбоме группа вернулась к прежнему медленному и тяжелому звуку, хотя осталось место для экспериментов с электроникой и хип-хопом.

### Распад (2002)
Бен Грин покинул группу в конце 2001 года. Было объявлено, что Грина заменит бывший басист Killing Joke и Prong Пол Равен. В тот же период у Бродрика развалились отношения со своей подругой, которые длились тринадцать лет, и он получил нервный срыв незадолго до отправки в тур по США. Закрытие тура принесло ещё больше проблем Бродрику, поскольку уже были наняты автобусные компании, а также были приглашены для разогрева группы High on Fire и Halo. Все, кто потерял деньги, пришли к Бродрику. «Я получал смертельные угрозы от автобусной компании из Лос-Анджелеса. Я потерял около $35.000, которых у меня не было в принципе. Я был разбит, и мне пришлось продать мой дом, чтобы расплатиться по долгам. Четыре месяца я ничего не делал, кроме того что глушил алкоголь».
В мае 2002 года Бродрик сделал официальное заявление:
«10 апреля 2002 года я распустил Godflesh. Об этом я тяжело думал, начиная с ухода из группы Бена Грина в октябре 2001.
К сожалению, окончательное решение и ответственность за принятие решения слишком тяжело мне дались, и я сломался под этим весом. Я обнаружил, что без Грина Godflesh это не Godflesh, и его уход оказался предзнаменованием для меня. Также я чувствую, что всё, что мы намеревались или только представляли воплотить в Godflesh, мы сделали. Я сожалею только о том, что пришлось причинить боль двум оставшимся членам группы Теду Парсону и Полу Равену и разочаровать тех, кто верит в Godflesh по всему миру. В скором будущем мой новый рок-проект Jesu увидит свет. Так что это не значит окончания моей музыкальной карьеры. Просто окончание одной главы.
Бесконечная признательность всем, кто верил и поддерживал Godflesh все эти 14 лет. Вы знаете, кто вы. Да здравствует новая плоть…»
На постере, рекламирующем первый мини-альбом «Heart Ache» нового проекта Бродрика Jesu, был заголовок: «Godflesh мертв, да здравствует Jesu».

## Воссоединение

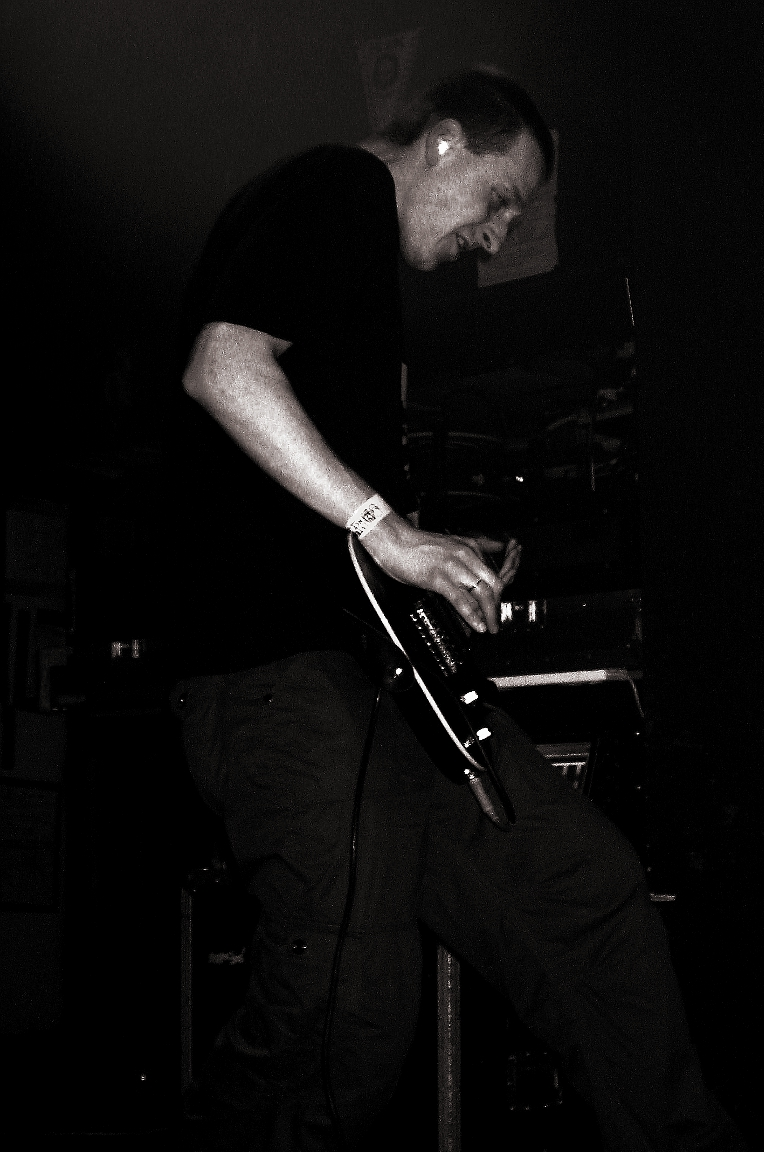
Джастин Бродрик в составе Godflesh, 2011

В ноябре 2009 года было официально объявлено участие Godflesh в фестивале Hellfest Summer Open Air (Клиссон, Франция).
В интервью журналу Terrorizer февраля 2010 года Бродрик ответил на вопрос о будущем Godflesh: «В настоящее время Godflesh только выступят на Hellfest. Я не уверен, в каком направлении мы будем двигаться дальше, если вообще будем». Также он сообщил о малой вероятности того, что группа займется новым материалом.
23 октября Godflesh выступили на Supresonic Festival 2010 в Бирмингеме.
В декабре 2010 года Бродрик рассказал журналу Decibel, что группа медленно собирает идеи для нового студийного альбома. Он заявил:
Это то, что мы обсуждаем постоянно, у меня есть обрывки и кусочки для нового материала. Но мы хотим что-то по-настоящему изобрести. Можно было бы легко „выбить“ из себя до 10 песен, характерных для нас, и выпустить их как можно скорее, чтобы нажиться на популярности группы, но это было бы совершенно неправильно. Если новый альбом займет ещё два года, то пусть так и будет. Важнее всего сделать запись, которая может сравниться с тем, что мы делали раньше.
В 2013 году Godflesh выступили на фестивале Roadburn Festival, где они также выступали в 2011 году.
В октябре 2013 года вышел новый сингл группы под названием «F.O.D. (Fuck of Death)», являющийся кавер-версией песни группы Slaughter. Это был первый релиз группы за последние 12 лет, с момента выхода их последнего альбома «Hymns» в 2001 году. Также группой было объявлено о планах выпуска нового мини-альбома «Decline & Fall», релиз которого состоялся 2 июня 2014 года. EP включал в себя четыре трека и две бонусных песни в японском издании. Следующим в дискографии группы должен был стать альбом «A World Lit Only by Fire». Джастин Бродрик так прокомментировал музыкальный стиль предстоящего нового альбома:
Он будет похож на первые два или три альбома. Сейчас, когда мы даем концерты, мы очень чисты в том, что мы делаем, и следуем тем намерениям, которые были у нас изначально. Альбом однозначно будет звучать агрессивно и, возможно, не будет звучать в духе ни одной из наших предыдущих работ, но ему будет присущ минимализм первых нескольких альбомов.
7 октября 2014 года вышел новый альбом группы «A World Lit Only by Fire». Альбом, как и мини-альбом «Decline & Fall» вышел на собственном лейбле Джастина — Avalanche Records.

## Наследие
Влияние Godflesh признавали, в числе прочих, такие коллективы, как Korn, Metallica, Danzig, Faith No More, Fear Factory, Converge, Isis, Pitchshifter и Ministry. Джастин Бродрик получал приглашения присоединиться в качестве полноправного члена группы от Danzig и Faith No More, но Бродрик хотел сосредоточиться на Godflesh.

## Дискография
Студийные альбомы (LP):
- Streetcleaner (1989)
- Pure (1992)
- Selfless (1994)
- Songs of Love and Hate (1996)
- Us and Them (1999)
- Hymns (2001)
- A World Lit Only by Fire (2014)
- Post Self (2017)
- Purge (2023)

Мини-альбомы (EP):
- Godflesh (1988)
- Slavestate (1991)
- Cold World (1991)
- Merciless (1994)
- Love and Hate in Dub (1997)
- Messiah (2003)
- Decline & Fall (2014)

Сборники:
- In All Languages (2001)

Синглы:
- Slateman (1990)
- Loopflesh (1991) (сплит-сингл с группой Loop)[30]
- Crush My Soul (1994)
- F.O.D. (Fuck of Death) (2013)

## Дополнительные ссылки
- Justin K. Broadrick Официальный блог Джастина Бродрика
- Godflesh на Earache Records
- Godflesh на Relapse Records